# جواو أفونسو (لاعب كرة قدم مواليد 1995)
جواو أفونسو هو لاعب كرة قدم برازيلي في مركز الوسط، ولد في 9 فبراير 1995 في كريسيوما في البرازيل. لعب مع نادي إنترناسيونال ونادي شابيكوينسي ونادي كريسيوما ونادي نوفو هامبورغو.

## وصلات خارجية
- جواو أفونسو (لاعب كرة قدم مواليد 1995) على موقع قاعدة بيانات كرة القدم.إي يو (الإنجليزية)
- جواو أفونسو (لاعب كرة قدم مواليد 1995) على موقع Soccerway.com (الإنجليزية)
- جواو أفونسو (لاعب كرة قدم مواليد 1995) على موقع عالم كرة القدم.نت (الإنجليزية)
- جواو أفونسو (لاعب كرة قدم مواليد 1995) على موقع AS.com (الإسبانية)